# Chamle
Chamle är en ort i Komorerna.   Den ligger i distriktet Grande Comore, i den nordvästra delen av landet, 29 km norr om huvudstaden Moroni. Chamle ligger 2 meter över havet och antalet invånare är 886.
Terrängen runt Chamle är varierad. Havet är nära Chamle västerut. Runt Chamle är det tätbefolkat, med 411 invånare per kvadratkilometer. Närmaste större samhälle är Ntsaouéni, 2,4 km söder om Chamle. Omgivningarna runt Chamle är en mosaik av jordbruksmark och naturlig växtlighet.